# Uudam

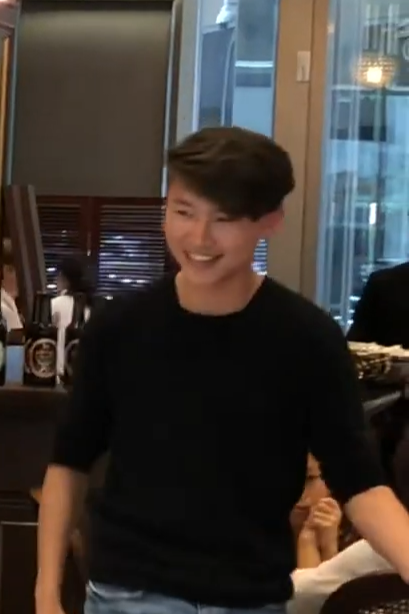
Uudam

Sunam Uudam oder Wudamu (* 9. September 1999  in Hulun Buir) ist ein chinesischer Kinder-Volkssänger, der durch seine Teilnahme in der chinesischen Version von Das Supertalent populär wurde.

## Leben
Uudam gehört zur mongolischen Minderheit und lebt in Hulun Buir in der Inneren Mongolei. Er ist Mitglied des Kinderchors in Hulun Buir („Hulunbei'er Children’s Choir“). Seine Eltern kamen bei Verkehrsunfällen ums Leben. Als er acht Jahre alt war, wurde seine Mutter auf dem Heimweg von einer seiner Vorstellungen schwer verletzt und gelähmt und starb im folgenden Jahr, nachdem er sie ein Jahr lang gepflegt hatte. Sein Vater starb zwei Jahre später auf dem Weg zu einer Aufführung Uudams. Deshalb übernahmen der Chorleiter Buren Bayar und seine Frau Wurina seine familiäre und künstlerische Betreuung. Sein Adoptivvater ist auch ein populärer Sänger, der in dieser Region tätig ist.
Während der Präsentation in „Das Supertalent“ (Dragon TV) im Mai 2011 sang Uudam auf Mongolisch unter anderem das Lied Mutter in meinem Traum. Sein Auftritt wurde vom Publikum und der Jury sehr herzlich aufgenommen. Während dieses Programms sang Uudam auch zusammen mit Buren Bayar und Wurina. Er trat auch in einem Video seines Adoptivvaters Nimm mich mit in die Prärie (englisch „Take me to the Prairie“, chinesisch 带 我 去 草原 吧) als Statist auf.
Dezember 2011 verlieh die Amadeus International School Vienna (Wiener Musikschule und -akademie) zur Eröffnung ihrer Zweigstelle in Shanghai ihr jährliches Stipendium zur vokalen Übung in Bad Goisern an Uudam, damit erstmals in China. Die Reise wurde vom Flugunternehmen gespendet.

## Diskografie
- 2011: Mutter in meinem Traum (chinesisch  梦中的额吉) – Guangdong Audio B006G79YT4, CD (fünf Titel) und DVD (Video „Mother in the Dream“).[2]

## Filmografie
- 2011: Men with Blue Dots[6] (mongolisch: Хөх толбот хүмүүс)
- 2013: Uudam Charity Mini Movie “Spring-Bound School Bus” (Kurzfilm)